# 中日友好医院
中日友好医院は、中華人民共和国の北京市、朝陽区にある総合病院。日本政府の無償のODAにより165億円の費用で建設された。中華人民共和国国家衛生健康委員会の直属で、1984年10月23日に開院した。